# Drag Race Thailand
Drag Race Thailand (in thailandese แดร็ก เรซ ไทยแลนด์) è un programma televisivo thailandese di genere reality, in onda sulla piattaforma streaming Line TV dal 2018 al 2019, e sulla piattaforma WOW Presents Plus.
Il programma è basato sul format del programma statunitense RuPaul's Drag Race. Come nella versione originale, le concorrenti devono mostrare le loro doti d'intrattenitrici cimentandosi in varie sfide. Ogni settimana le loro performance vengono valutate da vari giudici: tra essi quelli fissi sono la drag queen nonché presentatrice Pangina Heals, Art Arya, Gus Setthachai, Metinee Kingpayome e Niti Chaichitathorn, mentre i giudici ospiti variano ogni settimana. Al termine dell'episodio una concorrente viene eliminata; tra le ultime rimaste verrà scelta e incoronata Thailand's Next Drag Superstar, che riceverà una serie di premi.
A differenza della versione statunitense, dove è solo RuPaul che decide chi viene eliminata, nella versione thailandese i giudici fissi decidono il concorrente da eliminare. Inoltre, durante le prime due edizioni, non vi era una presentatrice fissa del programma, ma sia Pangina Heals che Art Arya presentavano le puntate, nonché fare da giudici e mentori alle concorrenti.

## Format
Il casting viene annunciato online e chi vuole partecipare al programma deve mandare un provino formato video. Per poter prendere parte al programma è necessario avere 18 o più anni. Le persone transgender possono partecipare al programma. Le concorrenti possono provenire anche da altri paesi del sud-est asiatico come le Filippine oppure Singapore.

### Puntate
Ogni puntata si divide, generalmente, in tre fasi:
- La mini sfida: in ogni mini sfida alle concorrenti viene chiesto di svolgere una gara con caratteristiche e tempi differenti.
- La sfida principale: in ogni sfida principale alle concorrenti viene chiesto di svolgere una prova, generalmente sono gare individuali. La vincitrice della sfida riceve un premio, che consiste in vestiti, gioielli, cosmetici e altro ancora.
- L'eliminazione: tutte le concorrenti vengono chiamate davanti ai giudici. In questa fase le varie concorrenti vengono giudicate. La migliore della puntata viene dichiarata vincitrice ricevendo un premio. Le ultimi due invece devono sfidarsi esibendosi in playback con una canzone assegnata all'inizio di ogni puntata. La peggiore verrà eliminata dalla competizione con la famosa frase pronunciata  "Sashay Away" e lascia un messaggio scritto con il rossetto sullo specchio della sala dove si svolgono le riprese; la vincitrice, al contrario, viene celebrata con la frase "Shantay You Stay", e può continuare la competizione.

Alcune fasi sono state successivamente rimosse:
- La sfida della sfilata: nelle prime due edizioni, a differenza della versione statunitense, la sfilata era valutata come una sfida a sé stante, che ha una sua vincitore e in base alla quale sono solitamente determinate le concorrenti a rischio eliminazione. Le concorrenti devono realizzate da sé tutto ciò che presentano sulla passerella nella, seguendo certi temi o requisiti e devono possedere tutti i materiali necessari già dal primo giorno della competizione.

### Giudici
Come accade nella versione statunitense, lo show prevede la presenza di giudici fissi e di giudici ospiti che variano di settimana in settimana. I giudici danno la loro opinione sui vari concorrenti, esprimendo le loro opinioni circa ciò che accade sul palcoscenico principale. Tra i giudici ospiti comparsi nel corso delle edizioni troviamo: Marsha Vadhanapanich, Ananda Everingham, Sinjai Plengpanich, Pattriya Na Nakorn, Vatanika, Sakuntala Thianphairot.

#### Giudici fissi
| Giudice             | Edizioni | Edizioni | Edizioni |
| Giudice             | 1        | 2        | 3        |
| ------------------- | -------- | -------- | -------- |
| Art Arya            | Fisso    | Fisso    | Fisso    |
| Pangina Heals       | Fisso    | Fisso    | Fisso    |
| Gus Setthachai      |          |          | Fisso    |
| Metinee Kingpayome  |          |          | Fisso    |
| Niti Chaichitathorn |          |          | Fisso    |

- Pangina Heals (edizione 1-in corso), nota drag queen thailandese, insieme ad Art Arya è uno dei giudici fissi nonché co-conduttore e mentore del programma. Nel 2022 ha preso partecipato alla prima edizione di RuPaul's Drag Race: UK vs the World. A partire dalla terza edizione diventa la presentatrice ufficiale del programma.
- Art Arya (edizione 1-in corso), nota drag queen thailandese e fashion stylist, oltre ad essere uno dei giudici fissi è stata anche co-conduttore del programma durante le prime due edizioni.
- Gus Setthachai (edizione 3-in corso), influencer, scrittore e sceneggiatore thailandese, noto per aver scritto e prodotto la serie televisiva Diary of Tootsies, ispirata da alcuni eventi autobiografici.
- Metinee Kingpayome (edizione 3-in corso), attrice, modella e personaggio TV thai-statunitense, vincitrice della 8ª edizione di Miss Mondo Thailandia e del titolo Regina continentale dell'Asia alla 42ª edizione di Miss Mondo.
- Niti Chaichitathorn (edizione 3-in corso), attore, conduttore e produttore televisivo, noto per aver presentato vari programmi televisivi sui principali emittenti thailandese tra cui Toey Tiew Thai e Talk with Toey.

### Untucked
Durante ogni puntata di Drag Race Thailand viene seguito un intermezzo di Untucked nel quale vengono mostrate scene inedite della competizione e il backstage del programma.

### Premi
Anche in questa versione del programma, il vincitore riceve dei premi. I premi vinti in ogni edizione sono stati:
1ª edizione:
- 500000 ฿
- Una corona di Fierce Drag Jewels

2ª edizione
- 500000 ฿
- Una corona di Fierce Drag Jewels
- Un buono regalo di Wind Clinic da  100000 ฿
- Un buono regalo di AirAsia da  50000 ฿

3ª edizione:
- 650000 ฿
- Una corona di Fierce Drag Jewels

## Edizioni
| Edizione | Concorrenti | Episodi | Prima TV Thailandia | Prima TV Italia | Vincitrice      | Miss Simpatia |
| -------- | ----------- | ------- | ------------------- | --------------- | --------------- | ------------- |
| 1ª       | 10          | 8       | 2018                | inedita         | Natalia Pliacam | B Ella        |
| 2ª       | 14          | 13      | 2019                | inedita         | Angele Anang    | Maya B'Haro   |
| 3ª       | 11          | 12      | 2024                | inedita         |                 |               |

### Prima edizione
La prima stagione di Drag Race Thailand è andata in onda a partire dal 15 febbraio 2018 su LINE TV; le concorrenti selezionate per diventare Thailand's Next Drag Queen sono dieci.
La vincitrice della stagione fu Natalia Pliacam, mentre B Ella vinse il titolo di Miss Simpatia.

### Seconda edizione
La seconda stagione di Drag Race Thailand è andata in onda a partire dall'11 gennaio 2019; le concorrenti selezionate per diventare Thailand's Next Drag Queen sono quattordici.
La vincitrice della stagione fu Angele Anang, mentre Maya B'Haro vinse il titolo di Miss Simpatia.

### Terza edizione
Nel luglio 2021 Piyarat Kaljaruek, presidente di Kantana Group, ha annunciato sui social media che lo show sarebbe tornato per una terza edizione, in coincidenza con il 70º anniversario della casa di produzione. Tuttavia, nonostante l'annuncio di Kaljaruek, è stato annunciato che la licenza dei diritti per Drag Race Thailand era scaduta a causa del lungo periodo di pausa della serie.
Nel novembre 2022, è stato rivelato che la O4 Media aveva acquisito i diritti per produrre la terza edizione. L'anno seguente, World of Wonder e la Fullhouse Asia hanno annunciato ufficialmente il rinnovo di Drag Race Thailand per una terza edizione, con Pangina Heals che tornerà come presentatrice. Il cast viene annunciato il 18 settembre 2024. Undici drag queen, provenienti da diverse parti della Thailandia, si sfidano per entrare nella Drag Race Hall of Fame.

## Concorrenti
Le concorrenti che hanno preso parte al programma nel corso delle varie edizioni sono state (in ordine di eliminazione):
| Edizioni | Vincitore       | Finalista(i)               | 3°                         | 4°                                 | 5°                                 | 6°             | 7°          | 8°       | 9°           | 10°           | 11°               | 12°         | 13°          | 14°            |
| -------- | --------------- | -------------------------- | -------------------------- | ---------------------------------- | ---------------------------------- | -------------- | ----------- | -------- | ------------ | ------------- | ----------------- | ----------- | ------------ | -------------- |
| 1ª       | Natalia Pliacam | Année Maywong Dearis Doll  | Année Maywong Dearis Doll  | B Ella                             | Amadiva JAJA                       | Amadiva JAJA   | Petchra     | Morrigan | Bunny Be Fly | Meannie Minaj |                   |             |              |                |
| 2ª       | Angele Anang    | Kana Warrior Kandy Zynaide | Kana Warrior Kandy Zynaide | Bandit († 2023) Vanda Miss Joaquim | Bandit († 2023) Vanda Miss Joaquim | Srimala        | Tormai      | Genie    | Miss Gimhuay | Mocha Diva    | Maya B'Haro       | Katy Killer | Silver Sonic | M Stranger Fox |
| 3ª       | Frankie Wonga   | Zepee                      | Gawdland Spicy Sunshine    | Gawdland Spicy Sunshine            | Nane Sphera                        | Gigi Ferocious | Siam Phusri | Shortgun | Benze Diva   | Kara Might    | Srirasha Hotsauce |             |              |                |

Legenda:
     La concorrente è stata nominata Miss Simpatia
     La concorrente è stata squalificata dalla competizione
     La concorrente/i è stata eliminata precedentemente dalla competizione, è tornata e ha continuato nella competizione
     Le concorrenti sono state eliminate in una doppia eliminazione

## Musiche
Quasi tutte le canzoni utilizzate nelle varie edizioni provengono dagli album di RuPaul, fanno eccezione le canzoni utilizzate per il playback alla fine delle puntate.

### Passerella principale
Le canzoni utilizzate durante la presentazione degli outfit dei concorrenti sono state: 
- U Wear It Well tratto da Butch Queen (1ª edizione)
- Category Is... (Remix) tratta da Butch Queen (2ª edizione)